# Kap Clarence Wyckoff
Kap Clarence Wyckoff är en udde i Grönland (Kungariket Danmark). Den ligger i den norra delen av Grönland, 2 200 km nordost om huvudstaden Nuuk.
Terrängen inåt land är kuperad söderut, men norrut är den platt.  Det finns inga samhällen i närheten. 